# Mykołajiwka (rejon skadowski)
Mykołajiwka (ukr. Миколаївка) – wieś na Ukrainie, w obwodzie chersońskim, w rejonie skadowskim, w hromadzie Skadowsk. W 2001 liczyła 341 mieszkańców.